# Função acidez de Hammett
A Função de acidez de Hammett (H0) é uma medida de acidez usada para soluções muito concentradas de ácidos fortes, incluindo superácidos. Foi proposta pelo químico físico orgânico Louis Plack Hammett  é a função de acidez mais conhecida usada para estender a medida da acidez de Brønsted - Lowry além das soluções aquosas diluídas para as quais a escala de pH é útil.
Em soluções altamente concentradas, aproximações simples como a equação de Henderson - Hasselbalch não são mais válidas devido às variações dos coeficientes de atividade. A função de acidez de Hammett é usada em campos como a química orgânica física para o estudo de reações catalisadas por ácidos, porque algumas dessas reações usam ácidos em concentrações muito altas ou mesmo.

## Definição
A função de acidez de Hammett, H0, pode substituir o pH em soluções concentradas. É definido usando uma equação análoga à equação de Henderson-Hasselbalch:
{\displaystyle H_{0}=pK_{BH^{+}}+log{[B] \over {[BH^{+}]}}}
onde log (x) é o logaritmo comum de x, e pKBH+ é −log (K) para a dissociação de BH+, que é o ácido conjugado de uma base muito fraca B, com um pKBH+ muito negativo. Dessa maneira, é como se a escala de pH tivesse sido estendida para valores muito negativos. Hammett originalmente usou uma série de anilinas com grupos de retirada de elétrons para as bases.
Hammett também apontou a forma equivalente:
{\displaystyle H_{0}=-log(a_{H^{+}}{\gamma _{B} \over \gamma _{BH^{+}}})}
onde a é a atividade e γ são coeficientes de atividade termodinâmica. Em solução aquosa diluída (pH 0-14), as espécies de ácido predominantes são H3O+ e os coeficientes de atividade estão próximos da unidade, portanto H0 é aproximadamente igual ao pH. No entanto, além dessa faixa de pH, a atividade efetiva de íons hidrogênio muda muito mais rapidamente que a concentração. Isso geralmente ocorre devido a mudanças na natureza das espécies ácidas; por exemplo, no ácido sulfúrico concentrado, a espécie de ácido predominante ("H+") não é H3O+, mas sim H3SO4+ , que é um ácido muito mais forte. O valor H0 = -12 para o ácido sulfúrico puro não deve ser interpretado como pH = -12 (o que implicaria uma concentração H3O+ impossível de 10+ 12 mol / L na solução ideal). Em vez disso, significa que as espécies ácidas presentes (H3SO4 +) têm uma capacidade protonante equivalente a H3O+ a uma concentração fictícia de 1012 mol / L, medida pela sua capacidade de protonar bases fracas.
Embora a função de acidez de Hammett seja a função de acidez mais conhecida, outras funções de acidez foram desenvolvidas por autores como Arnett, Cox, Katrizky, Yates e Stevens.

## Valores típicos
Nesta escala, o H2SO4 puro (18,4 M) tem um valor de H0 de -12 e o ácido pirossulfúrico tem H0 ~ -15. Observe que a função de acidez de Hammett evita claramente a água em sua equação. É uma generalização da escala de pH - em uma solução aquosa diluída (onde B é H2O), o pH é quase igual a H0. Ao usar uma medida quantitativa da acidez independente de solvente, as implicações do efeito de nivelamento são eliminadas e torna-se possível comparar diretamente as acidez de diferentes substâncias (por exemplo, usando pKa, o HF é mais fraco que o HCl ou H2SO4 na água, mas mais forte que o HCl em ácido acético glacial. 
- Ácido fluoroantimônico (1990): −21 <H0 <−23
- Ácido mágico (1974): −19,2
- Superácidos de carborano: H0> −18,0
- Ácido fluorossulfúrico (1944): −15,1
- Fluoreto de hidrogênio: −15,1
- Ácido tríflico (1940): −14,1
- Ácido perclórico: −13
- Ácido clorossulfúrico: -13,8; -12,78
- Ácido sulfúrico: −12,0

Para misturas (por exemplo, ácidos parcialmente diluídos em água), a função de acidez depende da composição da mistura e deve ser determinada empiricamente. Gráficos de H0 vs fração molar podem ser encontrados na literatura para muitos ácidos. 